# Magnus Peter Rosbeck
Magnus Peter Rosbeck, född 1741, död den 23 april 1800, var en svensk jurist.
Rosbeck blev auskultant i Svea hovrätt 1761, extra ordinarie kanslist samma år, extra ordinarie notarie vid kriminalprotokollet 1763, tillförordnad domhavande första gången 1764, vice häradshövding samma år, vice notarie 1765, fiskal 1773, vice advokatfiskal 1776, ordinarie advokatfiskal 
1777, assessor 1779 och hovrättsråd 1791. Han blev ledamot av Rikets allmänna ärendens beredning 1792.